# Egypt Station
Egypt Station (übersetzt „Station Ägypten“ oder „Ägyptischer Bahnhof“) ist das 18. Soloalbum von Paul McCartney. Es ist einschließlich der Wings-Alben, der Fireman-Alben, der klassischen Alben, der Livealben und Kompilationsalben das 47. Album von Paul McCartney nach der Auflösung der Band The Beatles. Es wurde 2016 bis 2017 aufgenommen und am 7. September 2018 in Deutschland, in Großbritannien und in den USA erstmals veröffentlicht.

## Entstehung

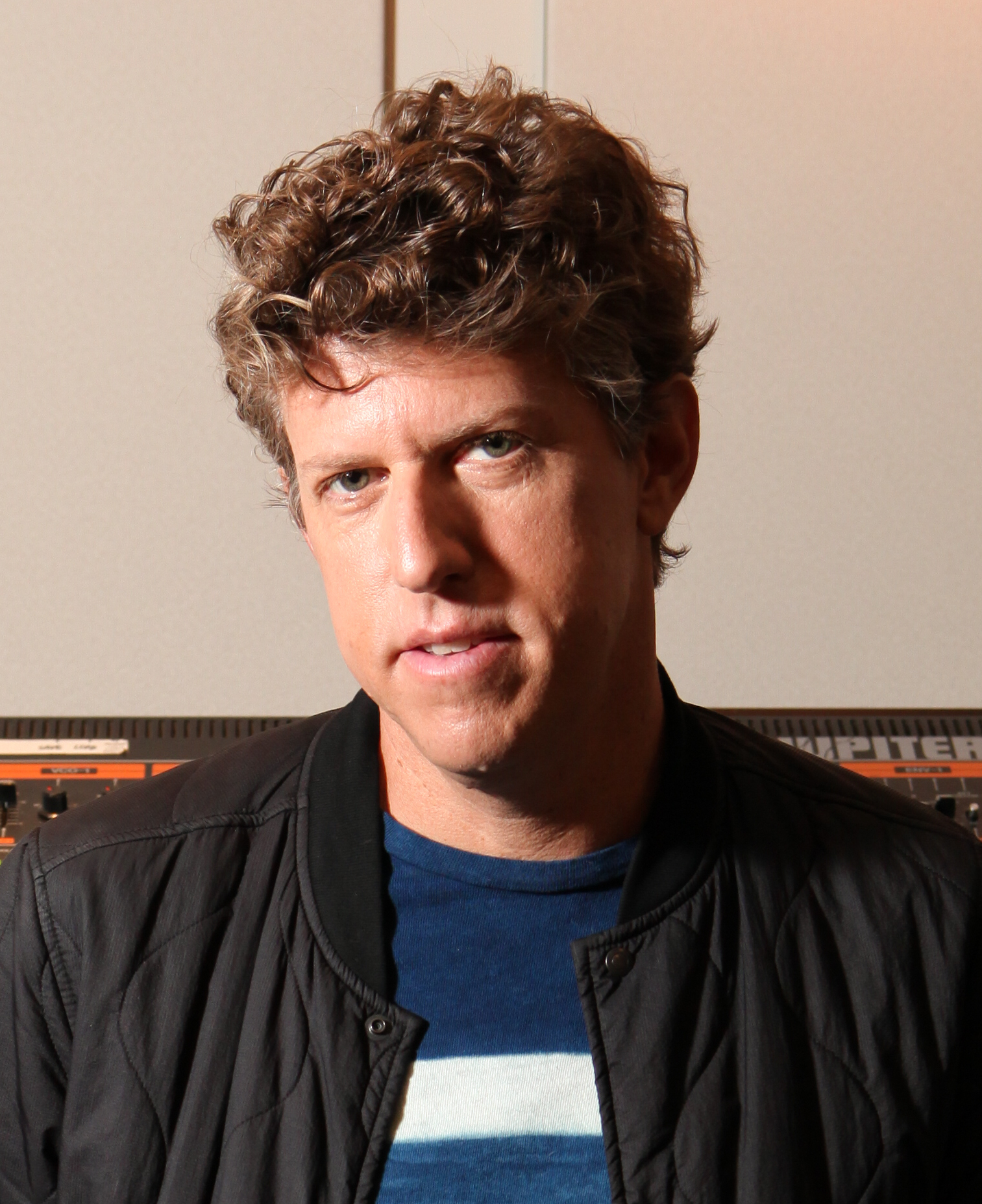
Greg Kurstin

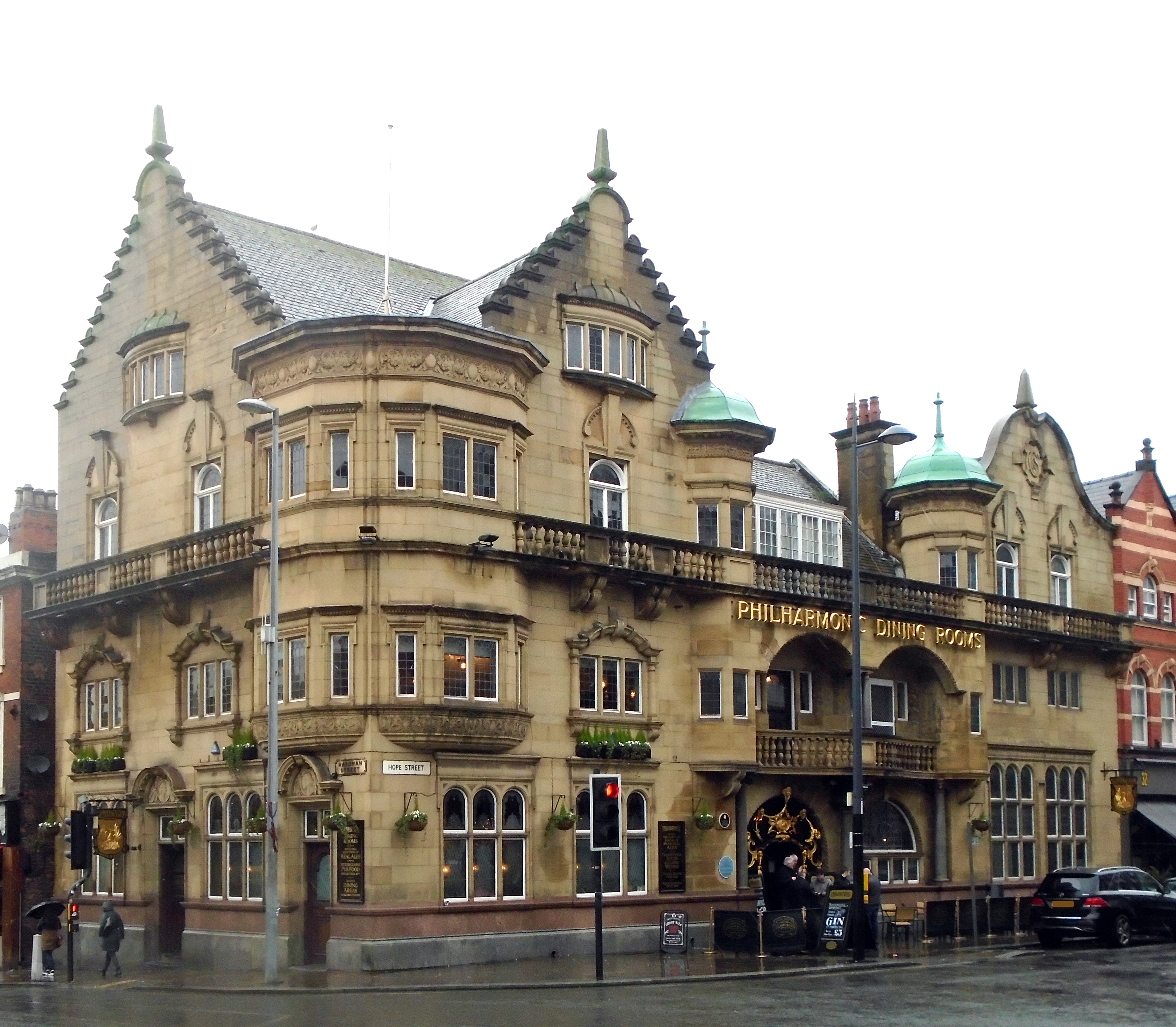
Philharmonic Dining Rooms

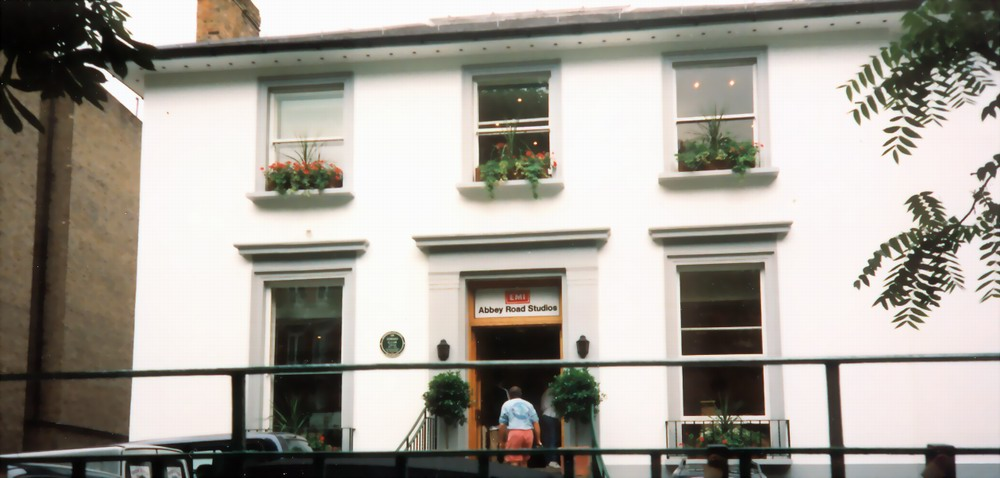
Abbey Road Studios

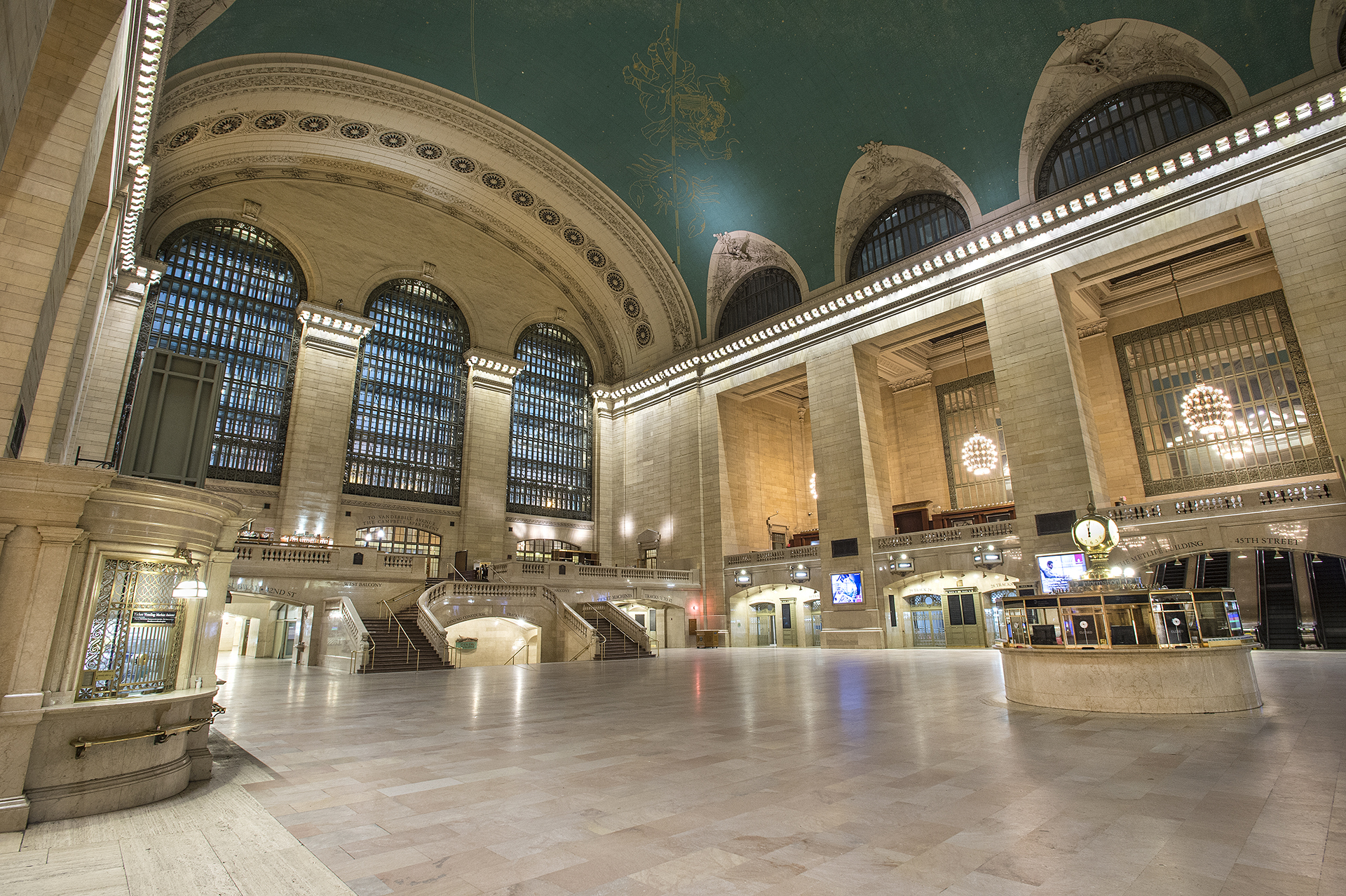
Grand Central Station

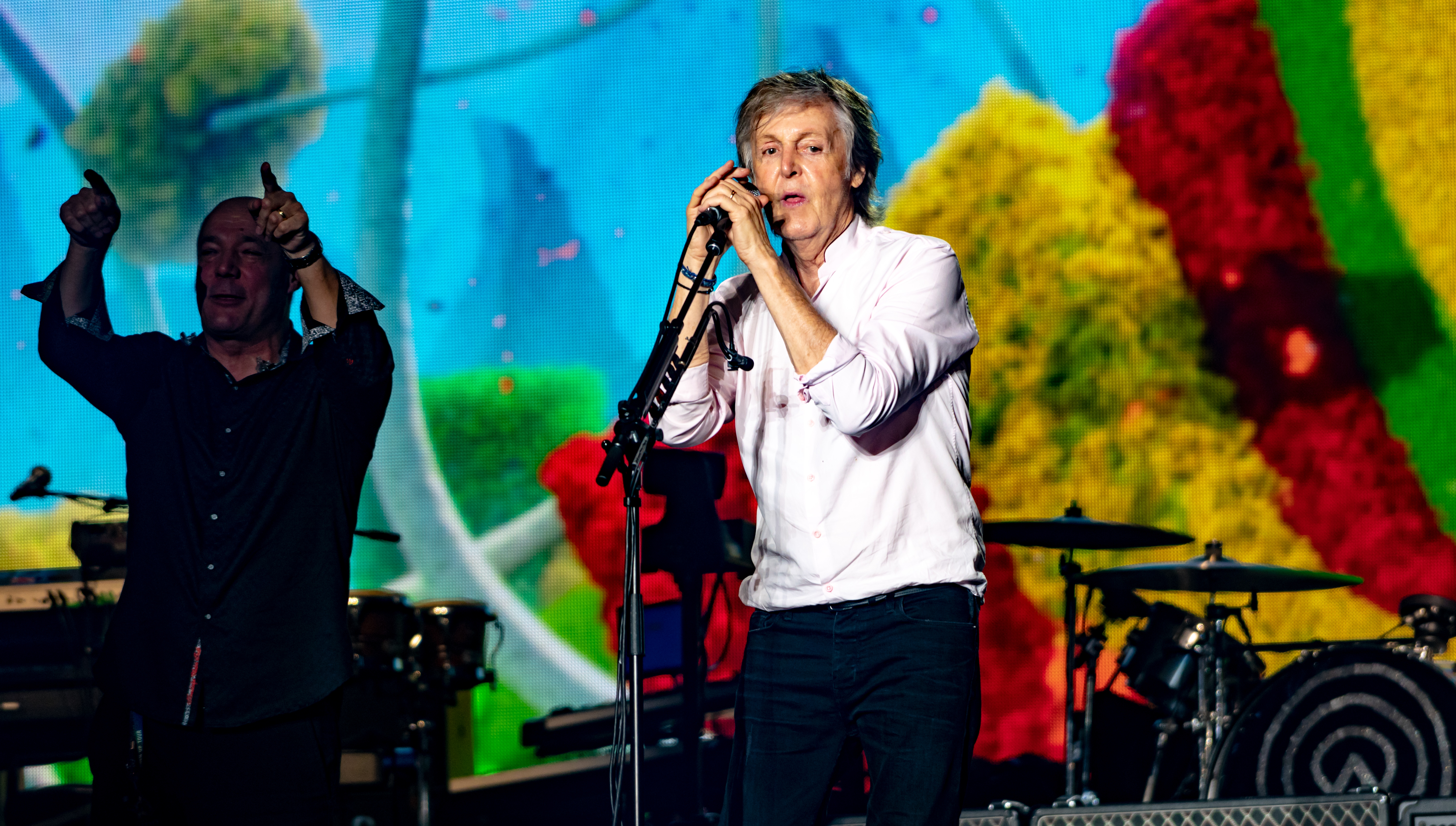
Paul McCartney, live im Oktober 2018

Seit seinem Studioalbum New aus dem Jahr 2013 erschien von Paul McCartney auf dem Soundtrackalbum Ethel & Ernest die McCartney-Komposition In the Blink of an Eye  im Oktober 2016. Mit den Hollywood Vampires nahm er seine aus dem Jahr 1969 stammende Komposition Come and Get It neu auf. Sie wurde im September 2015 veröffentlicht.
Im Oktober 2017 folgte eine weitere Neuaufnahme des Weihnachtsliedes Wonderful Christmastime mit The Roots & Jimmy Fallon.
McCartney arbeitete nach 2013 musikalisch noch mit Charlotte Gainsbourg, Ringo Starr und den Foo Fighters zusammen. Kommerziell erfolgreich war die Zusammenarbeit mit Kanye West. Zum Jahreswechsel 2014/2015 veröffentlichte er mit Paul McCartney (unter der Interpretenbezeichnung „Kanye West featuring Paul McCartney“) die Gemeinschaftskomposition Only One als Downloadsingle. Am 24. Januar 2015 folgte mit dem Lied FourFiveSeconds eine weitere Single mit Rihanna und Kanye West unter der Interpretenbezeichnung „Rihanna and Kanye West and Paul McCartney“, die das Trio am 8. Februar 2015 bei den Grammy Awards 2015 vortrug. Die Single wurde ein internationaler Top-Ten-Hit. Die dritte Zusammenarbeit mit Kanye West und Paul McCartney wurde am 2. März 2015 unter dem Titel All Day als Downloadsingle veröffentlicht. Als Interpreten wurden „Kanye West featuring Theophilus London, Allan Kingdom & Paul McCartney“ angegeben. Bei All Day wurden am Ende des Titels Teile des unveröffentlichten McCartney-Liedes When the Wind is Blowing verwendet. Zwischen den beiden Alben befand sich Paul McCartney zwischen dem 4. Mai 2013 und 22. Oktober 2015 (Out There Tour) und zwischen dem 13. April 2016 und 16. Dezember 2017 (One on One) auf Tournee.
Nachdem Paul McCartney sich im Jahr 2007 von der Tonträgergesellschaft EMI getrennt hatte und zur Hear Music/Universal Music Group gewechselt war, gab Capitol Records im August 2016 bekannt, dass Paul McCartney zu seinem früheren Label zurückkehren werde und dass er an einem neuen Studioalbum arbeite.
Laut Aussage vom Albumproduzenten Greg Kurstin arbeiteten McCartney und er wahrscheinlich im Februar 2015 erstmals zusammen, wobei ein Lied für den Soundtrack des Films High in the Clouds aufgenommen wurde und noch nicht für das Album. Im folgenden Jahr 2016 begannen die beiden mit den Arbeiten an dem Album, wobei die Aufnahmen in Etappen während der Tourneepausen von meist jeweils zwei Wochen in Großbritannien und den USA erfolgten. Die tägliche Aufnahmezeit lag jeweils zwischen 12 und 18 Uhr. Die Lieder waren zu Beginn der Aufnahmen oft nur fragmentarisch und wurden dann im Studio mit der Begleitband von Paul McCartney ausgearbeitet. Bei den eigentlichen Studioaufnahmen wurde die Begleitband aber nicht bei allen Liedern eingesetzt, so spielten McCartney und Kurstin Titel, wie zum Beispiel die Paul-McCartney-Komposition Confidante („Vertraute“), in der er seine Gitarre anspricht, überwiegend alleine ein. Es war McCartney wichtig, bei den Aufnahmen musikalisch zu experimentieren. Laut Aussage von Paul McCartney hat die Zusammenstellung der 50-jährigen-Jubiläumsausgabe des Beatles-Albums Sgt. Pepper’s Lonely Hearts Club Band im Jahr 2017 Einfluss auf die musikalische Arbeit an seinem neuen Album genommen. Bei den Liedern Station I und Station II wurde das gleiche Tonbandgerät für sogenannte Tonbandschleifen benutzt, das für das Beatles-Album Revolver verwendet wurde. Während der Entstehung des Albums war der Hauptproduzent Greg Kurstin nicht verfügbar, sodass McCartney mit Ryan Tedder und Zach Skelton weiterarbeitete. Ray Tedder produzierte und komponierte die Lieder Fuh You und Nothing for Free mit Paul McCartney. Weitere Produktionsarbeiten übernahm dann wieder Greg Kurstin. Die letzten Lieder wurden Ende 2017 in den Abbey Road Studios aufgenommen, wo auch viele Overdubs eingespielt wurden. Bis Februar 2018 wurden noch weitere Overdubs eingespielt und anschließend die Abmischungen vorgenommen. Laut Erinnerung des Produzenten Kurstin wurden bis zu 25 Lieder eingespielt. Ryan Tedder produzierte drei weitere Lieder mit McCartney.
Der Albumtitel wurde am 18. Juni 2018, McCartneys 76. Geburtstag, bekannt gegeben, vorher erfolgte eine Reihe kryptischer Nachrichten auf McCartneys Social-Media-Konten, beginnend am 10. Juni 2018. 
Das Album wurde durch mehrere Aktionen beworben, so nahm Paul McCartney am 9. Juni 2018 bei der Musikserie Carpool Karaoke mit James Corden in Liverpool teil, wo auch ein Liveauftritt im Pub ‚Philharmonic Dining Rooms‘ stattfand. Die Veröffentlichung erfolgte ab 17. Juni über YouTube. Am 19. Juli fand ein Konzert in den Abbey Road Studios, am 26. Juli im Cavern Club und am 7. September in New York in der Grand Central Station statt. Bei den Konzerten stellte er Lieder des neuen Albums live vor. Am 17. September 2018 begann die neue Paul-McCartney-Tournee unter der Bezeichnung Freshen Up Tour. Am 1. Januar 2019 wurde das Lied Get Enough als Download und über Streamingdienste veröffentlicht. Es wurde von Ray Tedder produziert und mitkomponiert und stammt von den Egypt Station-Aufnahmesessions, wurde aber nicht für das Album verwendet.
Paul McCartney äußerte sich zum Albumtitel wie folgt:

“I liked the words ‘Egypt Station’. It reminded me of the ‘album’ albums we used to make […] ‘Egypt Station’ starts off at the station on the first song and then each song is like a different station.”

„Ich mochte die Wörter ‚Egypt Station‘. Sie erinnerten mich an die ‚Album‘ Alben, die wir gemacht haben […] ‚Egypt Station‘ beginnt an der ersten Station mit dem ersten Song. Und dann ist jeder Song wie eine weitere Station.“

Das ursprüngliche Album Egypt Station enthält 16 Lieder, in den USA wurde bei der Handelskette Target eine Deluxe-Version mit zwei weiteren Titeln veröffentlicht, in Großbritannien erfolgte diese Veröffentlichung durch HMV. In Deutschland ist die Deluxe-Version exklusiv bei Saturn und Media Markt erhältlich.
Das Album wurde auch als Doppel-Vinyl-Album auf schwarzem Vinyl, auf rotem Vinyl, grünem Vinyl sowie orangefarbenem und blauem (jeweils eine Schallplatte) Vinyl gepresst.
Egypt Station wurde auch als Musikkassette veröffentlicht.
Am 17. Mai 2019 wurde das Album unter dem Titel Explorer’s Edition als Doppel-CD und Dreifach-Vinyl-Album in neuer Covergestaltung veröffentlicht. Das Album wurde auch als Dreifach-Vinyl-Album auf magentafarbenem (2er LP: Egypt Station) und rosafarbenem Vinyl (Egypt Station II) veröffentlicht. Die zweite CD sowie die dritte LP werden auf dem Label als Egypt Station II betitelt, die zehn Lieder beinhaltet, sechs Studio- und vier Liveaufnahmen. Die Liveaufnahmen wurden von Giles Martin, Steve Orchard, Paul Boothroys und John Harris aufgenommen und von Giles Martin produziert. Die Studioaufnahmen beinhalten die beiden Bonus-Lieder der Deluxe Edition sowie die Download-Single Get Enough und die vollständige Version von Who Cares sowie die beiden bisher unveröffentlichten Lieder Frank Sinatra‘s Party und Sixty Second Street.
Eine Woche vorher, am 10. Mai 2019 wurde unter der Bezeichnung Egypt Station Traveller’s Edition Box Set, ein auf 3000 Exemplare limitierter Koffer veröffentlicht. Der Inhalt des blauen Koffers besteht aus dem Doppel-Vinyl-Album, einer CD, einer Musikkassette und dem Einzelalbum Egypt Station II als Vinyl-Album und CD, das allerdings nicht die Lieder Get Enough, Get Started und Nothing for Free enthält, diese sind aber als Download verfügbar. Das Einzelalbum hat eine eigenständige Covergestaltung. Der weitere Inhalt des Koffers ist ein Puzzle, Spielkarten, Sticker, Lithografien und Kopien handgeschriebener Texte sowie weitere Beilagen.
Am 22. November 2019 wurde die Download-Single Home Tonight / In A Hurry veröffentlicht, beide Lieder stammen von den Aufnahmesessions mit Greg Kurstin wurden aber nicht für das Album Egypt Station verwendet. Am 29. November 2019 wurde am Record Store Day die Single als 7"-Vinyl-Picture Disc veröffentlicht.
Das Album Egypt Station war in Deutschland (13. Top-Ten-Album), Großbritannien (28. Top-Ten-Album) und in den USA (20. Top-Ten-Album) kommerziell erfolgreich. Es ist nach Tug of War (1982) das zweite Album von Paul McCartney, das den ersten Platz der deutschen Charts erreichte und das achte Nummer-eins-Album in den USA.

## Covergestaltung
Das Cover basiert auf den von Paul McCartney gemalten Bildern Egypt Station und Egypt Station II. Das Coverkonzept stammt von Gary Card und Ferry Gouw, weitere Konzeptideen von Rebecca und Mike (die Nachnamen werden auf dem CD-Cover nicht aufgeführt). Die Fotografien des CD-Inlays stammen von Sam Rock und MJ Kim. Das CD-Pappcover ist seitwärts vierfach aufklappbar („Concertina Sleeve“) und wird durch ein dünnes rotes elastisches Band umwickelt (Deluxe-Version: grünes Band). Auf der Innenseite des CD-Covers stehen die Texte der Lieder des Albums. Das Deluxe-Doppel-Vinyl-Album (180 g-buntes-Vinyl) hat als Frontcover im Wesentlichen das Rückseitencover der CD. Das Albumcover ist seitlich zweifach aufklappbar und beinhaltet ein zweifach aufklappbares Einlageblatt in LP-Größe auf dem die Liedtexte abgedruckt sind sowie einen Downloadcode für die MP3-Version des Albums. Das handelsübliche Doppel-Vinyl-Album (140 g-schwarzes-Vinyl) hat eine einfache Hülle und das gleiche Frontcover wie die CD, das Rückseitencover ist nicht identisch mit dem Rückseitencover der Deluxe-Doppel-LP oder der CD („Concertina Sleeve“). Die Texte der Lieder sind auf den Innenhüllen abgedruckt, dem Album liegt wiederum ein Downloadcode bei.
Das Dreifach-Vinyl-Album der der Explorer’s Edition (180 g-schwarzes-Vinyl) hat eine einfache Hülle und beinhaltet einen Downloadcode. Das Pappover der Doppel-CD der Explorer’s Edition ist aufklappbar. Die Covergestaltung ist modifiziert worden, da die Hintergrundfarben rötlich sind.

## Titelliste
Paul McCartney ist mit drei Ausnahmen der alleinige Komponist der Lieder.
1. Opening Station – 0:42
2. I Don’t Know – 4:27
3. Come On to Me – 4:11
4. Happy with You – 3:34
5. Who Cares – 3:13
6. Fuh You (Paul McCartney / Ryan Tedder) – 3:24
7. Confidante – 3:05
8. People Want Peace – 2:59
9. Hand in Hand – 2:35
10. Dominoes – 5:02
11. Back in Brazil – 3:21
12. Do It Now[31] – 3:17
13. Caesar Rock – 3:29
14. Despite Repeated Warnings – 6:58
15. Station II – 0:47
16. Hunt You Down/Naked/C-Link – 6:23

### Deluxe Edition
1. Get Started – 3:41
2. Nothing for Free (Paul McCartney / Ryan Tedder) – 3:15

### Egypt Station IIdesTraveller’s Edition Box Set
1. Frank Sinatra‘s Party – 2:44
2. Sixty Second Street – 3:57
3. Who Cares (Full Length) – 5:33
4. Come On to Me (Live at Abbey Road Studios) – 4:19
5. Fuh You (Live at The Cavern Club) – 3:35
6. Confidante (Live at LIPA) – 3:16
7. Who Cares (Live at Grand Central Station) – 3:02

### Egypt Station IIderExplorer’s Edition
1. Get Started – 3:41
2. Nothing for Free (Paul McCartney / Ryan Tedder) – 3:15
3. Frank Sinatra‘s Party – 2:44
4. Sixty Second Street – 3:57
5. Who Cares (Full Length) – 5:33
6. Get Enough (Paul McCartney / Ryan Tedder) – 2:56
7. Come On to Me (Live at Abbey Road Studios) – 4:19
8. Fuh You (Live at The Cavern Club) – 3:35
9. Confidante (Live at LIPA) – 3:16
10. Who Cares (Live at Grand Central Station) – 3:02

## Weitere Informationen zu einzelnen Liedern
- Who Cares behandelt im Text, dass man sich nicht um die „Idioten“ (“Who cares what the idiots say/do”) kümmern soll, die einen ärgern oder psychisch verletzten.
- Beim gesungenen Text von Fuh You “… I just want it fuh you …“ wurde von Zuhörern der Text: „I just want to fuck you …” rausgehört.[32]
- People want Peace ist ein Friedensappell.[33]
- Der Text zu dem medleyartigen Lied Despite Repeated Warnings („trotz wiederholter Warnungen“) kritisiert die politische Haltung des US-amerikanischen Präsidenten Donald Trump zum Pariser Klimaabkommen sowie den Austritt der USA aus dem Abkommen.[34] Den Anstoß zum Text erhielt McCartney, als er in Japan in einem Zeitungsartikel zur existentiellen Bedrohung durch den Klimawandel die Zeile „Niemand unternimmt etwas dagegen, trotz wiederholter Warnungen“ gelesen hatte.[35]

Paul McCartney erläutert die einzelnen Lieder des Albums auf seiner YouTube-Seite.

## Single-Auskopplungen

### I Don’t Know/Come On to Me
Am 20. Juni 2018 wurde die Download-Doppel-A-Single I Don’t Know / Come On to Me veröffentlicht, eine physische Singleveröffentlichung erfolgte nicht zeitnah. In Europa wurden limitierte Promotion-CD-Singles (etwa als White-Label) hergestellt. Am 23. November 2018 erschien eine limitierte 7″-Vinyl-Single.

### Fuh You
Am 15. August 2018 wurde die zweite Download-Single Fuh You veröffentlicht.

### Who Cares
Die dritte Download-Single Who Cares erschien am 17. Dezember 2018.

### Get Enough
Am 1. Januar 2019 erschien die Download-Single Get Enough, das Lied wurde Teil des Albums Egypt Station II der Explorer’s Edition.

### Nothing for Free
Am 1. Juli 2019 wurde die Download-Single Nothing for Free (DJ Chris Holmes Remix) veröffentlicht, diese Version des Liedes befindet sich nicht auf dem Album. Das Lied ist in der Originalversion Teil des Albums Egypt Station (Deluxe Version), Egypt Station II und der Explorer’s Edition.

### Musikvideos
Es wurden Musikvideos für die Lieder Fuh You, Back in Brazil, Come On to Me  und Who Cares mit Emma Stone produziert.

## Kommerzieller Erfolg

### Chartplatzierungen
Das Album erreichte Platz 5 in den Charts in Italien, Platz 4 in Schweden und Australien, Platz 3 in Norwegen und Kanada, sowie Platz 2 in den Niederlanden.
| ChartsChartplatzierungen       | Höchstplatzierung | Wochen |
| ------------------------------ | ----------------- | ------ |
| Deutschland (GfK)              | 1 (17 Wo.)        | 17     |
| Österreich (Ö3)                | 2 (10 Wo.)        | 10     |
| Schweiz (IFPI)                 | 5 (9 Wo.)         | 9      |
| Vereinigte Staaten (Billboard) | 1 (8 Wo.)         | 8      |
| Vereinigtes Königreich (OCC)   | 3 (5 Wo.)         | 5      |

| ChartsJahrescharts (2018)      | Platzierung |
| ------------------------------ | ----------- |
| Deutschland (GfK)              | 49          |
| Schweiz (IFPI)                 | 85          |
| Vereinigte Staaten (Billboard) | 175         |

### Auszeichnungen für Musikverkäufe
| Land/Region               | Auszeichnungen für Musikverkäufe (Land/Region, Auszeichnung, Verkäufe) | Verkäufe |
| ------------------------- | ---------------------------------------------------------------------- | -------- |
| Frankreich (SNEP)         | Gold                                                                   | 50.000   |
| Vereinigte Staaten (RIAA) | —                                                                      | 190.000  |
| Insgesamt                 | 1× Gold ·                                                              | 240.000  |

Hauptartikel: Paul McCartney/Auszeichnungen für Musikverkäufe